# Boissiera squarrosa
Boissiera squarrosa är en gräsart som först beskrevs av Daniel Carl Solander, och fick sitt nu gällande namn av Sergej Arsenjevitj Nevskij. Boissiera squarrosa ingår i släktet Boissiera och familjen gräs. Inga underarter finns listade i Catalogue of Life.